# 坂井田晃
坂井田 晃（さかいだ あきら、1980年〈昭和55年〉8月20日 - ）は、三重県津市出身の元競艇選手である。
日本モーターボート選手会三重支部所属。選手登録番号は4591。
師匠は澤大介（選手登録番号3852）。
身長161cm・体重47㎏。血液型A型。

## 選手経歴
- やまと競艇学校時代、リーグ戦勝率3.66（準優出1 優出1）の成績を残した。
- 2010年5月9日、津競艇場でデビュー（転覆失格）。
- 2013年1月13日、蒲郡競艇場で初勝利（デビュー後246走目）。
- 2018年2月23日、江戸川競艇場での「第6回ボートレース研究ファン感謝祭」最終日の第8レースでフライング返還欠場。
- 2018年7月16日、浜名湖競艇場での「浜名湖 - 地区対抗第3戦！東海ｖｓ近畿」で最終日の第9レースで回数は5月1日にリセットされたもののその年2回目のフライング返還欠場。
- 2018年8月1日、下関競艇場での「オラレ下関オープン4周年記念」4日目にその年3回目（5月1日から10月30日までの間では2回目）のフライング返還欠場。その際に欠場艇表示盤を見落とし最後まで完走してしまう。返還欠場艇は速やかに離脱しなければならないルールのため、即刻帰郷を命じられた（最終節間成績24644F）。これが自身最後のレースとなった。
- 2018年8月12日に津競艇場での中京スポーツ・三重テレビ納涼しぶき杯争奪戦に出場する予定だったが、斡旋が削除された。
- 2018年10月31日、引退。登録消除。

## 人物
三重大学教育学部卒。教員採用試験に合格し、伊賀市立崇広中学校で4年間美術教師を、津市立高茶屋小学校で2年間6年生の担任を務める。この時担任をした児童から競艇の魅力を教えられ、その児童とともに競艇選手への道を志す。翌年、6年間続けた教職を退職し、やまと競艇学校（106期：受験者数1706名・合格者数40名）に入学。競艇学校時代は、元中学校の美術教師という異色の経歴により、テレビや新聞などの各メディアに取り上げられた。
競艇選手として約9年間の現役生活を送った後は再び教職に戻り、津市立豊里中学校で美術教師を務め、現在は三重県立松阪あゆみ特別支援学校に勤務している。

## 戦績
- 出走回数：1074回
- 1着回数：35回
- 優出回数：0回
- 優勝回数：0回
- フライング(F)回数：14回
- 出遅れ(L)回数：0回
- 通算勝率：3.06
- 2連対率：9.96
- 3連対率：21.23
- 生涯獲得賞金：97,933,992円